# Citroën Méhari
Citroën Méhari — утилитарный внедорожник французской компании Citroën. Всего с 1968 по 1988 год было выпущено 144953 таких автомобилей. Mehari построен на шасси Citroen 2CV, имеет легкий пластиковый кузов с мягким верхом. Полноприводная модификация машины производилась в период с 1980 по 1983 год и отличалась более высокой проходимостью. Автомобиль приводился в движение 2-цилиндровым оппозитным двигателем объемом 602 кубических сантиметра, который гарантировал 570-килограммовой машине весьма скромные, но приемлемые для данного типа вседорожников динамические характеристики.

## Технические характеристики
- Скорость — 125 км/ч
- удельное давление на грунт 0,6 кг/см

В культуре
- Citroën Méhari снимался во французском фильме "Жандарм и инопланетяне"